# Nomi Baumgartl
Nomi Baumgartl (geb. 1950) ist eine deutsche Fotografin, in den achtziger und neunziger Jahren für Mode- und Porträtfotografie. Seit den 2000er Jahren arbeitet sie mit eigenen Fotokunstprojekten, die sie dem Zusammenhang von Mensch, Tier und Natur widmet.

## Leben und Werk

### Biografie
Nomi Baumgartl verbrachte ihre Kindheit im Landkreis Donau-Ries. Mit 21 Jahren begann sie zu fotografieren. Ihre erste Arbeit mit dem Titel „Gesellschaft 1972“, ein Porträt türkischer Migranten in Düsseldorf, reichte sie bei einem Wettbewerb der Photokina in Köln ein und gewann den ersten Preis. Sie studierte Visuelle Kommunikation in Düsseldorf und erlernte die klassische analoge Fotografie. Zu Beginn ihrer Karriere war ihr Schwerpunkt die Fotoreportage. Sie publizierte in Geo, Stern, Time und Life. Zu ihren bekanntesten Fotografien aus dieser Zeit gehören Porträts, darunter von Arthur Rubinstein, Joseph Beuys, Horst Janssen, Andreas Feininger, Jane Goodall und Papst Johannes Paul II. Anfang der 1990er Jahre wurde die Modewelt auf sie aufmerksam. Im Auftrag von internationalen Designern fotografierte sie Modeproduktionen mit „Supermodels“.  Vanity Fair, Vogue u. a. veröffentlichten ihre Bilder. In dieser Zeit lebte sie überwiegend in New York.
1996 verlor sie bei einem Autounfall ihr Langzeitgedächtnis und erlitt eine Lähmung der Augenmuskeln. Nach jahrelanger Rehabilitation versuchte sie zu ihrer Arbeit als Modefotografin zurückzufinden, doch die großen Studioproduktionen gingen über ihre Kräfte. Eine Delphintherapie bei John Lilly auf Hawaii habe ihren Gesundheitszustand verbessert. Das Sehen und Fotografieren musste sie neu lernen. Sie nahm mit ihrer Kamera Augen von Menschen und Tieren auf, wie 1999 die isolierte Pupille eines Delphins, und stellte eigene Fotoprojekte unter das Motto „Art of Seeing“ (deutsch Kunst des Sehens).
Nomi Baumgartl fotografiert hauptsächlich analog. Digital könne sie die Ergebnisse, die sie haben möchte, noch nicht erreichen. Fotografieren sei für sie Bewusstseinsarbeit, ihre Bilder bezeichnete sie selbst als „realisierte Visionen“, mit denen sie „der Natur mehr Gewicht verleihen“ will. Sie seien eine Hommage an die Schöpfung.
Werke von Nomi Baumgartl sind unter anderem in der Bibliothèque nationale de France, im Museum Ludwig in Köln und in der Berliner Galerie Camera Work vertreten.
Sie lebte und arbeitete als freie Fotografin in München, seit 2017 ist sie in Murnau am Staffelsee ansässig.

### Fotokunstprojekte
2000 und 2001 fotografierte sie vor den Bahamas unter Wasser Delphine, mit denen Tatjana Patitz schwamm. Mit den Schwarzweiß-Fotografien unterstütze sie die Organisation Dolphin Aid, die behinderten Kindern Delphintherapien ermöglicht. 2003 reiste sie nach Kalifornien, um Chris Gallucci zu porträtieren, einen ehemaligen Biker, der nach einer Lebenskrise seinen Alltag mit einem afrikanischen Elefantenbullen teilte, und beschrieb diese Freundschaft in einem Bildband.
Seit 2009 beschäftigt sie sich mit dem Abschmelzen des Eises in der Arktis und in den Alpen. Während einer Reise nach Ostgrönland 2012 begann sie das Licht der Polarnacht mit der Kamera festzuhalten. Sie initiierte das Foto- und Filmprojekt Stella Polaris* Ulloriarsuaq – Das leuchtende Gedächtnis der Erde. Der Polarstern, lateinisch: Stella Polaris, in der Sprache der Inuit Grönlands Ulloriarsuaq, gab dem Projekt den Namen. 2012 und 2013 realisierte sie es gemeinsam mit dem deutschen Fotografen Sven Nieder, dem Berliner Regisseur Yatri N. Niehaus und der grönländischen Fotografin Laali Lyberth, begleitet von dem Inuit Angaangaq Angakkorsuaq als spirituellem Mentor. Durch Langzeitbelichtungen schuf sie Lichtmalereien des schmelzenden Eises. Grönländern, die an dem Projekt teilnahmen, kam dabei die Rolle als „Lichtbotschafter“ zu. Sie leuchteten in den langen Polarnächten mit Taschenlampen die Motive aus, „die sich auf den Aufnahmen wie strahlende Inseln von der Umgebung abheben“ (aus dem Ausstellungstext des Museums Industriekultur Nürnberg). Die Bilder zeigen die Schönheit des „Ewigen Eises“ und dokumentieren zugleich das Verschwinden der Eisberge als Folge des Klimawandels, auf den das Projekt mit ästhetischen Mitteln aufmerksam machen will. Originalfotografien hängen in der Leica Gallery in Los Angeles, wo 2014 die erste Ausstellung mit 30 großformatigen Bildern stattfand, die 2015 in München erneut gezeigt wurde sowie 2016 im Nürnberger Museum Industriekultur und 2017 im Katuaq in Nuuk. Der Dokumentarfilm Stella Polaris Ulloriarsuaq wurde 2017 auf dem Los Angeles Film Festival uraufgeführt und lief auf dem Kasseler Dokumentarfilm- und Videofest im Wettbewerb.
2016 nahm sie ihr Fotokunst- und Alpenschutzprojekt Eagle Wings auf in Zusammenarbeit mit dem Earth Observation Center und der Umweltforschungsstation Schneefernerhaus, um die Folgen des Klimawandels zu dokumentieren. Projektkoordinator und alpiner Leiter ist der Bergsteiger Helmut Achatz. Die grundlegende Idee des auf vier Jahre angelegten Projektes ist es, einen Bild-Dialog zu inszenieren zwischen dem Blick eines Seeadlers, der mittels einer auf seinem Rücken befestigten, speziellen 360-Grad-Kamera Film- und Fotoaufnahmen von den schwindenden Alpengletschern liefert, sowie den Satellitenaufnahmen aus dem All und Nomi Baumgartls Menschenperspektive auf die Natur.

## Publikationen
- Stella Polaris Ulloriarsuaq. Das leuchtende Gedächtnis der Erde. Mit Sven Nieder, Yatri N. Niehaus, Laali Lyberth. Eifelbildverlag, Daun 2014, ISBN 978-3-9814113-3-1.
- Der Elefantenmann. Mit Chris Gallucci, aus dem Amerikanischen von Holger Wölfle. Frederking & Thaler Verlag, München 2007, ISBN 978-3-89405-682-7.
- Mumo. Die Geschichte vom Elefanten, der beschloss, seine letzten Tage im Meer zu verbringen, Piper Verlag, München 2005, ISBN 978-3-492-04704-3.
- Mit Tieren verbunden. Die geheimnisvolle Beziehung zwischen Mensch und Tier. Mit Susanne Fischer-Rizzi. AT Verlag, Aarau 2004, 3. Auflage 2016, ISBN 978-3-03800-916-0.
- Wolfgang Koeppen: Ich? Selbstaussagen, ausgewählt von Sybille Brantl.  Porträts von Nomi Baumgartl. Bibliothek der Provinz, Weitra 1997, ISBN 978-3-85252-129-9
- Horst Janssen. Edition Brandstätter, Wien/München 1984, ISBN 978-3-85447-105-9